# 努纳武特地区政府
努纳武特地区政府是加拿大努納武特地区的地区级政府。广义上由地区立法机构、地区行政机构和地区司法机构组成；狭义上特指地区行政机构。

## 立法机构
努納武特地区立法会是努納武特地区地区的立法机构，负责由联邦政府制定的《努纳武特法令》（Nunavut Act）和其他联邦法律法规规定的属于本地区管辖范围内的立法工作。

## 行政机构

### 地区行政会议（内阁）
地区行政会议（内阁）由地区长官、地区行政机关各组成部门主管（各厅厅长）及其他必要人员组成。内阁成员由地区长官向地区专员建议，由专员任命；内阁成员通常为地区立法会成员。
本届地区行政会议现时组成人员共8人。

### 地区行政机构的组成部门
现时地区行政机关的组成部门共有10个。
- 努纳武特地区社区和政府服务厅
- 努纳武特地区文化和遗产厅
- 努纳武特地区经济发展和交通厅
- 努纳武特地区教育厅
- 努纳武特地区环境厅
- 努纳武特地区行政和政府事务厅
- 努纳武特地区家庭服务厅
- 努纳武特地区财政厅
- 努纳武特地区卫生厅
- 努纳武特地区司法厅

### 地区属局和委员会
现时共有直管、半独立和独立运作的地区属局、委员会及其它机构14个。

## 司法机构
努納武特地区的最高法院为努納武特地区司法法院，地区上诉法院为努納武特地区上诉法院。